# Дженніфер Кулідж
Дже́нніфер Одрі Ку́лідж (англ. Jennifer Audrey Coolidge; нар. 28 серпня 1961) — американська комедійна акторка, стендап-комікеса, сценаристка. Найвідоміші ролі: мати Стіфлера в серії фільмів «Американський пиріг», мачуха Гіларі Дафф у фільмі «Історія Попелюшки» і майстриня манікюру Паулета в «Білявці в законі» і її продовженні. Також відома ролями в телесеріалах «Джої» і «Таємне життя американського підлітка». З 2012 по 2017 рік виконувала роль Софі Кучинської в ситкомі «Дві дівчини без копійчини».

## Біографія та кар'єра
Дженніфер Кулідж народилася в Бостоні. Її батьки — Гретхен (до шлюбу Кнауфф) і Пол Констант Кулідж. Батько Дженніфер займається виробництвом пластмаси. У дитинстві вона мріяла стати професійною співачкою. Відвідувала школу в Норуелле, Массачусетс, і коледж Емерсон в Бостоні. Отримавши диплом, вона переїхала в Нью-Йорк і приєдналася до групи імпровізаторів в Готем-сіті, а потім переїхала в Лос-Анджелес, де стала учасницею комедійної групи Groundlings Main Company.
Дженніфер Кулідж найбільш відома своїми характерними комедійними ролями ексцентричних зрілих жінок на великому і малому екранах. Кулідж провела більшу частину дев'яностих виступаючи в елітній трупі Groundlings, а між виставами з'являлася на телебаченні, в таких ситкомах як «Сайнфелд». Вона досягла популярності в 1999 році після виходу фільму «Американський пиріг», де зіграла матір Стифлера, після чого в американській культурі закріпився слюр MILF. Кулідж також знялася в сиквелах: «Американський пиріг 2», «Американський пиріг 3: Весілля» і «Американський пиріг: Знову разом».
Кулідж зіграла мачуху героїні Гіларі Дафф у фільмі 2004 року «Історія Попелюшки», а також манікюрницю Різ Візерспун в комедіях «Білявка в законі» і Білявка в законі 2. На телебаченні вона відома роллю Боббі Морганстерн, агентки головного героя в ситкомі «Джої», де знімалася з 2004 по 2006 рік. Раніше вона була гостею в ситкомі «Друзі», чиїм спінофом є "Джої", де зіграла Аманду, колишню сусідку Фібі і Моніки.
Кулідж знялася у фільмах-пародіях «Кінопобачення» і «Дуже епічне кіно». Також вона відома драматичними ролями у фільмах «Поганий лейтенант», де зіграла дружинутбатька Ніколаса Кейджа, а також вмираючу від раку жінку в телефільмі «Живий доказ». Також вона зіграла колишню повію Бетті Бойкович в телесеріалі «Таємне життя американського підлітка» між 2008—2012 роками.
У жовтні 2011 року Дженніфер Кулідж була запрошена на роль польки Софі Кучинської, сусідки двох головних героїнь, в комедійний телесеріал «Дві дівчини без копійчини». Персонажка була спеціально розроблена під Кулідж. У першому сезоні вона з'являлася в шоу як запрошена зірка, а з другого була підвищена до регулярного складу.
У 2014 році можна було бачити акторку в комедії «Олександр і жахливий, жахливий, поганий, дуже поганий день» зі Стівом Кареллом, а в 2015-му — в картині «Елвін і бурундуки: Бурундомандри». У 2020 році вона знялася в комедії «Гламурний бізнес», де її колегами по знімальному майданчику були Сальма Гаєк і Роуз Бірн.
У січні 2020 року вийшов фільм «Перспективна дівчина» за участю Кулідж з Кері Малліган в головній ролі.

## Особисте життя
У вільний від роботи час акторка займається благодійністю: виступає в підтримку хворих на СНІД, а також за права тварин.
Зустрічалася з коміком Крісом Кеттеном.

## Фільмографія

### Фільми
| рік  | Назва                                                      | Eng                                                         | роль                        | Примітки                  |
| ---- | ---------------------------------------------------------- | ----------------------------------------------------------- | --------------------------- | ------------------------- |
| 1994 | Друзі                                                      | Friends                                                     | Amanda                      |                           |
| 1997 | Тривіальне чтиво                                           | Plump Fiction                                               | Sister Sister               |                           |
| 1997 | Процес і помилка                                           | Trial and Error                                             | Jacqueline 'Jackie' Turreau |                           |
| 1998 | Реквієм мафії                                              | Brown's Requiem                                             | Helen                       |                           |
| 1998 | Хлопавка і Вонючки                                         | Slappy and the Stinkers                                     | Harriet                     |                           |
| 1998 | Ніч в Роксбері                                             | A Night at the Roxbury                                      | Hottie Cop                  |                           |
| 1999 | Американський пиріг                                        | American Pie                                                | Jeanine Stifler             |                           |
| 1999 | Остін Паверс: Шпигун, який мене звабив                     | Austin Powers: The Spy Who Shagged Me                       | Woman at Football Game      |                           |
| 2000 | Переможці шоу                                              | Best in Show                                                | Sherri Ann Ward Cabot       |                           |
| 2000 | Клуб розбитих сердець: Романтична комедія                  | The Broken Hearts Club: A Romantic Comedy                   | Betty                       |                           |
| 2001 | Американський пиріг 2                                      | American Pie 2                                              | Stifler's Mom               |                           |
| 2001 | Білявка в законі                                           | Legally Blonde                                              | Paulette Bonafonté          |                           |
| 2001 | Шляхи Тенг                                                 | Pootie Tang                                                 | Ireenie                     |                           |
| 2001 | Назад на Землю                                             | Down To Earth                                               | Mrs. Wellington             |                           |
| 2001 | Зразковий самець                                           | Zoolander                                                   | American Designer           |                           |
| 2003 | Американський пиріг 3: Весілля                             | American Wedding                                            | Jeanine Stifler             |                           |
| 2003 | Білявка в законі 2                                         | Legally Blonde 2: Red, White & Blonde                       | Paulette Bonafonté          |                           |
| 2003 | Потужний вітер                                             | A Mighty Wind                                               | Amber Cole                  |                           |
| 2003 | Кароліна                                                   | Carolina                                                    | Aunt Marilyn                |                           |
| 2003 | Тестостерон                                                | Testosterone                                                | Louise                      |                           |
| 2003 |                                                            | As Virgins Fall                                             | Janice Denver               |                           |
| 2004 | Лемоні Снікет: 33 нещастя                                  | Lemony Snicket's A Series of Unfortunate Events             | White Faced Woman           |                           |
| 2004 | Історія Попелюшки                                          | A Cinderella Story                                          | Fiona Montgomery            |                           |
| 2005 | Роботи                                                     | Robots                                                      | Aunt Fanny                  | озвучка                   |
| 2006 | Клік: З пультом по життю                                   | Click                                                       | Janine                      |                           |
| 2006 | Американська мрія                                          | American Dreamz                                             | Martha Kendoo               |                           |
| 2006 | Кінопобачення                                              | Date Movie                                                  | Roz Fockyerdoder            |                           |
| 2006 | На ваш суд                                                 | For Your Consideration                                      | Whitney Taylor Brown        |                           |
| 2007 | Дуже епічне кіно                                           | Epic Movie                                                  | White Bitch                 |                           |
| 2008 | Доктор Дуліттл 4: Хвіст голови                             | Dr. Dolittle: Tail to the Chief                             | Daisy                       | озвучка                   |
| 2008 |                                                            | Foreign Exchange                                            | Principal Lonnatini         |                           |
| 2008 | Ігор                                                       | Igor                                                        | Jaclyn / Heidi              | озвучка                   |
| 2008 | Блюзмени                                                   | Soul Men                                                    | Rosalee                     |                           |
| 2009 | Здохни                                                     | ExTerminators                                               | Stella                      |                           |
| 2009 | Поганий лейтенант                                          | The Bad Lieutenant: Port of Call New Orleans                | Genevieve                   |                           |
| 2009 |                                                            | The Jack of Spades                                          | Monica                      |                           |
| 2009 | Неприборкані джентльмени                                   | Gentlemen Broncos                                           | Judith                      |                           |
| 2010 | Краса і портфель                                           | Beauty and the Briefcase                                    | Felisa                      |                           |
| 2010 |                                                            | A Good Funeral                                              | Helen                       |                           |
| 2010 |                                                            | Heel !!                                                     | Falla                       |                           |
| 2011 |                                                            | Mangus!                                                     | Cookie Richardson           |                           |
| 2012 | Американський пиріг: Знову разом                           | American Reunion                                            | Jeanine Stifler             |                           |
| 2012 | Остінленд                                                  | Austenland                                                  | Міс Елізабет Чармінг        |                           |
| 2014 | Олександр і жахливий, жахливий, поганий, дуже поганий день | Alexander and the Terrible, Horrible, No Good, Very Bad Day | міс Саггс                   |                           |
| 2015 | Елвін і бурундуки: Бурундомандри                           | Alvin and the Chipmunks: The Road Chip                      | міс Прайс                   |                           |
| 2020 | Гламурний бізнес                                           | Like a Boss                                                 | Сідні                       |                           |
| 2020 | Перспективна дівчина                                       | Promising Young Woman                                       | Сьюзен                      |                           |
| 2020 | Баблхеди в кіно                                            | Bobbleheads: The Movie                                      | Бінкі (голос)               | Прямий вихід на відео     |
| 2021 | Лебедина пісня                                             | Swan Song                                                   | Ді-Ді-Дейл                  |                           |
| 2021 | Арло, хлопчик-алігатор                                     | Arlo the Alligator Boy                                      | Стакі (голос)               |                           |
| 2021 | Завжди самотній                                            | Single All the Way                                          | Nітка Сенді                 |                           |
| 2022 | Нестримне весілля                                          | Shotgun Wedding                                             | Керол Фаулер                |                           |
| 2023 | У нас є привид                                             | We Have a Ghost                                             | Джуді Романо                |                           |
| 2024 | Набрід                                                     | Riff Raff                                                   | Рут                         | Також виконавчий продюсер |
| 2025 | Minecraft: Фільм                                           | A Minecraft Movie                                           | Заступник директора Марлен  |                           |

### Телебачення
| Рік         | Назва українською                    | Назва англійською                        | Роль                  | Примітки       |
| ----------- | ------------------------------------ | ---------------------------------------- | --------------------- | -------------- |
| 1993        | Сайнфелд                             | Seinfeld                                 | Jodi                  | 1 епізод       |
| 1 994       |                                      | SheTV                                    | Various               |                |
| 1997-1999   | Король гори                          | King of the Hill                         | Miss Kremzer          | 4 епізоди      |
| 2001        | Фрейзер                              | Frasier                                  | Frederica             | 1 епізод       |
| 2003        | Секс і місто                         | Sex and the City                         | Victoria              | 1 епізод       |
| 2003        | Друзі                                | Friends                                  | Amanda Buffamontesi   | 1 епізод       |
| 2003        | Як говорить Джинджер                 | As Told by Ginger                        | Nikki Laporte         | 3 епізоди      |
| 2003-2004   | Як сказав Джим                       | According to Jim                         | Roxanne               | 3 епізоди      |
| 2004        | Батько прайду                        | Father of the Pride                      | Tracy (voice)         | 1 епізод       |
| 2004-2006   | Джої                                 | Joey                                     | Bobbie Morganstern    | 46 епізодів    |
| 2007-2009   | Частини тіла                         | Nip / Tuck                               | Candy Richards / CoCo | 3 епізоди      |
| 2008        | Шукачка                              | The Closer                               | Angie Serabian        | 1 епізод       |
| 2008-2012   | Таємне життя американського підлітка | The Secret Life of the American Teenager | Betty                 | 35 епізодів    |
| 2009        |                                      | Kath & Kim                               | Lenore                | 1 епізод       |
| 2009        |                                      | Party Down                               | Bobbie St. Brown      | 2 епізоди      |
| 2010-2011   |                                      | LEGO Hero Factory                        | Daniella Capricorn    | 4 епізоди      |
| 2011        | Рибологія                            | Fish Hooks                               | Ms. Lips              | Міс Ліпс       |
| 2012        | Gravity Falls                        | Gravity Falls                            | Lazy Susan            | Ледача Сюзен   |
| 2011-2017   | Дві дівчини без копійчини            | 2 Broke Girls                            | Sophie Kachinsky      | Софі Кучинська |
| 2015        | Хор                                  | Glee                                     | Уїтні Пірс            | 2 епізоди      |
| 2021 — 2022 | Білий лотос                          | The White Lotus                          | Таня Макуейд          | 6 + 7 епізодів |
| 2022        | Наглядач                             | The Watcher                              | Карен Калхун          | 7 епізодів     |